# أركضي يا عزيزتي
أركضي يا عزيزتي (بالإنجليزية: Run Sweetheart Run)‏ هو فيلم رعب أمريكي خارق للطبيعة لعام 2020 من إخراج شانا فيست، ومن سيناريو شانا وكيث جوزيف أدكنز وكيلي تيريل، ومن بطولة إيلا بالينسكا، وبيلو أسبيك، ودايو أوكينيي، وبيتسي براندت، وأفا جراي، ولامار جونسون، وجيس غابور، وكلارك غريغ، وشهره اغداشلو. عرض الفيلم عالميًا لأول مرة في مهرجان صندانس السينمائي في 27 يناير 2020. حصلت استوديوهات أمازون على حقوق توزيع الفيلم في مايو 2020، وأصدرته على أمازون برايم فيديو في 28 أكتوبر 2022.

## روابط خارجية
- أركضي يا عزيزتي على موقع IMDb (الإنجليزية)
- أركضي يا عزيزتي على موقع روتن توميتوز (الإنجليزية)
- أركضي يا عزيزتي على موقع ألو سيني (الفرنسية)
- أركضي يا عزيزتي على موقع قاعدة بيانات الفيلم (الإنجليزية)
- أركضي يا عزيزتي على موقع ليتربوكسد (الإنجليزية)
- أركضي يا عزيزتي على موقع كينوبويسك (الروسية)